# Cathédrale de la Nativité-du-Christ de Kargopol
Cette  cathédrale n’est pas la seule cathédrale de la Nativité.
La cathédrale de la Nativité-du-Christ (en russe : Христорождественский собор) est un édifice religieux orthodoxe qui est situé dans la ville de Kargopol, dans oblast d'Arkhangelsk, en fédération de Russie. L'édifice, dont la structure s'appuie sur cinq piliers, est classé dans la liste du patrimoine culturel de la Russie au niveau fédéral. 

## Histoire
Le début de la construction de la cathédrale date de l'année 1552 et elle se poursuivit durant dix ans. Ce sont probablement des maîtres-artisans de Novgorod qui l'ont réalisée. À l'origine, le volume était simple : un plan rectangulaire, deux niveaux, reposant sur un podklet. Les historiens d'art supposent qu'à l'origine la cathédrale était couverte de planches avec de grands débords de toits et que dans la partie supérieure se trouvait l'église d'été non chauffée. Les fidèles y accédaient par des escaliers en bois disposés sur trois côtés, auquel l'accès se faisait par des porches élégants.
En 1652, du côté nord est ajoutée une petite abside dédiée aux saints Philippe et Alexis. Plus tard, une autre abside est ajoutée au sud dédiée au Sauveur miséricordieux, et à l'ouest une galerie et un porche couvert dans l'esprit XVIIe siècle et décorés généreusement de sculptures en pierres blanches. Après l'incendie de Kargopol de 1765, les pierres de l'édifice ont été fissurées et les murs ont été renforcés par de puissants contreforts. Bien qu'une partie des peintures murales ait résisté au sinistre, elles ont été endommagées par le fait que durant cinq ans l'église a attendu les réparations en restant à ciel ouvert.
Depuis 1714 jusqu'aux années 1920, l'icône miraculeuse de Notre-Dame de Kazan a été conservée dans la cathédrale. En 1936, elle a été transférée au musée d'histoire, d'architecture et des beaux-arts de Kargopol.

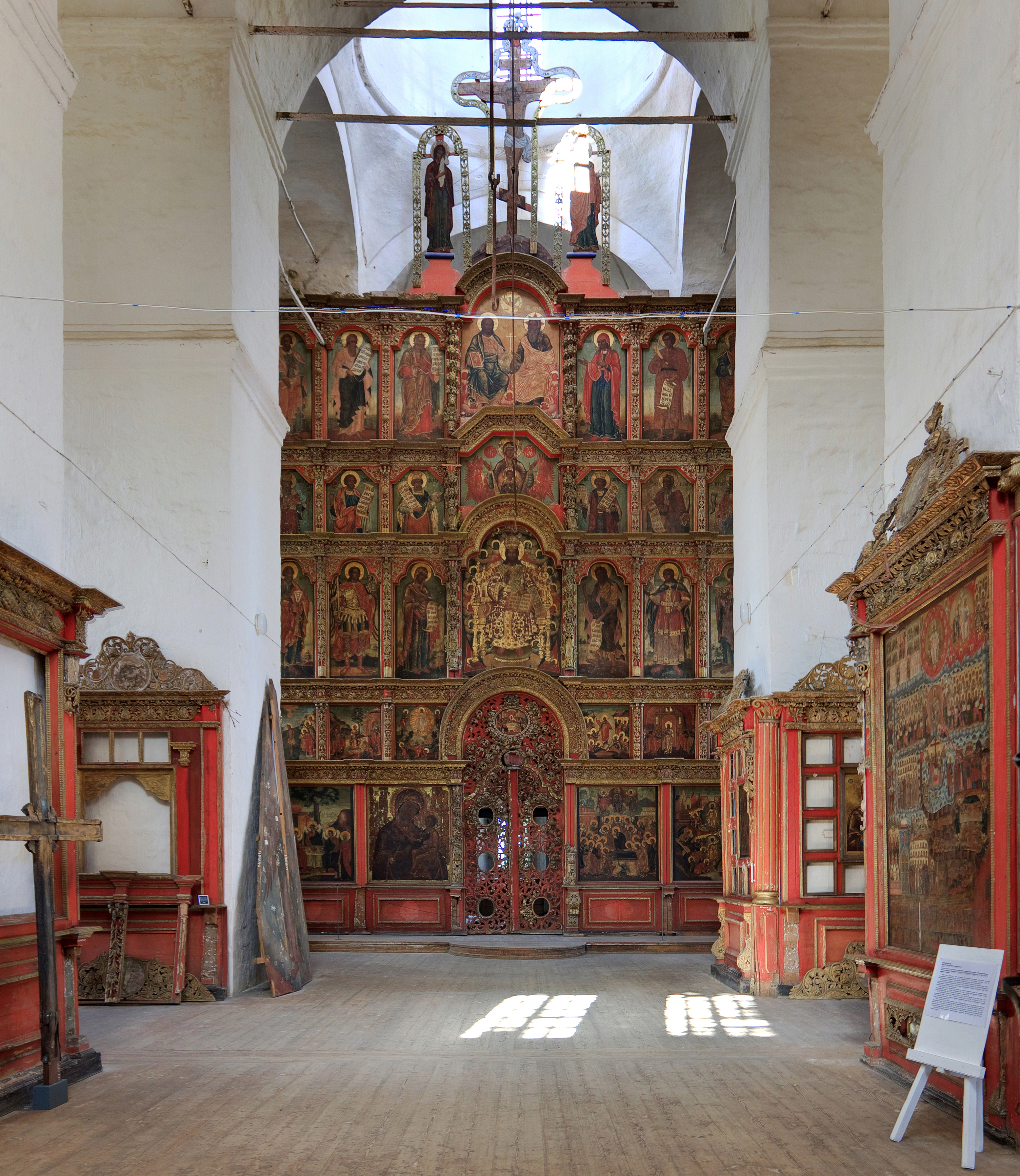
Intérieur de la cathédrale de la Nativité, iconostase.

## Architecture et décoration
La cathédrale est construite en pierre blanche et en brique, s'appuyant sur six piliers. Trois absides lui sont adjointes.
Le premier niveau présente à l'intérieur une collection unique de ciels provenant d'églises et de chapelles du raïon Kargopolski. Au deuxième niveau a été conservé une iconostase sculptée à cinq rangées, datant de la seconde moitié du XVIIIe siècle, ainsi qu'un fragment de fresque datant du Moyen Âge.
Aujourd'hui, les murs sont peints en blanc et seuls de petits fragments de fresques datant du Moyen Âge sont encore visibles du côté ouest. Des icônes, il reste celles qui datent d'après 1765. Du tambour central dépasse à l'extérieur une poutre en fer destinée à soutenir un lustre à branches multiples à l'intérieur du bâtiment (le lustre a toutefois disparu).
Au cours des siècles, le bâtiment s'est enfoncé de pratiquement un mètre dans le sol.

## Icônes provenant de la cathédrale
| |  |  |
| Icônes de la Nativité de Jésus-Christ et Déposition-de-la-robe-de-la-Vierge avec une déisis composée d'images de saints |  |  |

- Icône de la Déposition-de-la-robe-de-la-Vierge. Milieu du XVIe siècle. Icône russe de l'école de Novgorod. Doska, pavoloka, levkas, tempera. 46 × 38 cm. Marie se tient debout devant la châsse de l'église Sainte-Marie-des-Blachernes en tendant ses mains vers elle. Dans la châsse se trouve la robe de la Vierge. Dans le coin supérieur droit apparaît la main de Dieu tendue. Dans la polé supérieure est représentée une déisis composée de 7 figures : Pierre apôtre, saint Michel, Notre-Dame, Jésus-Christ, Jean le Baptiste, l'archange Gabriel, saint Paul.
- Icône de la Nativité du Christ. Elle date de la seconde moitié du XVIe siècle. Le style de peinture est nordique. Doska en pin, pavoloka, levkas, tempera, 180 × 155 cm. Il s'agit de détails de la tradition donnée par les Évangiles sur la naissance du Christ en conservant même des détails mineurs. L'icône ne présente pas de centre pour sa composition, les scènes se relient librement les unes aux autres. Elle a été peinte par un maître de qualité de son époque, peut-être le meilleur de Kargopol, qui se distingue par une interprétation spontanée inhérente au folklore. Le ciel est représenté par un fragment en cercle en haut de l'icône. La description des évènements commence par le voyage de Joseph et Marie à Bethléem. Marie est représentée sur un cheval blanc, accompagnée par Joseph et un jeune homme qui mène la monture. Au centre de l'icône est représentée la naissance du Christ. La Vierge est allongée sur un drap rouge. L'enfant Jésus vêtu de blanc est couché dans sa crèche. Il est entouré d'anges. Dans les coins supérieurs les rois mages sont représentés galopant sur des chevaux. En bas à droite, un ange informe les bergers de la naissance du Sauveur. Encore plus bas deux femmes lavent l'enfant Jésus. Des bergers glorifient l'enfant emmailloté en musique. À gauche les trois mages apportent des cadeaux. À gauche Joseph est assis et parle avec un vieil homme.

Ces icônes se trouvent aujourd'hui au Musée russe à Saint-Pétersbourg.